# Seznam hrvaških narodnih gledališč
Seznam hrvaških narodnih in ostalih gledališč zajema hrvaška nacionalna operna, baletna in dramska ter ostala gledališča v Republiki Hrvaški in tujini. 

## Na Hrvaškem

#### Zagreb
- Hrvaško narodno gledališče v Zagrebu
- Gledališče Gavella
- Satirično gledališče Kerempuh
- Kazalište Mala scena
- Gledališče &TD (Kazalište Teatar & TD)
- Kazalište Komedija (Gledališče Komedija)
- Teatar Gavran
- Teatar komedije Jazavac
- Teatar Poco Loco
- Lutkovno gledališče Zagreb
- Lutkarsko kazalište "Za bregom"
- Kazališna družina Kufer
- Teatar U Gostima

#### Split
- Hrvaško narodno gledališče v Splitu

#### Reka (Rijeka)
- Hrvaško narodno gledališče Ivana pl. Zajca na Reki

#### Zadar
- Hrvaško narodno gledališče v Zadru

#### Šibenik
- Hrvaško narodno gledališče v Šibeniku

#### Osijek
- Hrvaško narodno gledališče v Osijeku

#### Varaždin
- Hrvaško narodno gledališče v Varaždinu

##### Dubrovnik
- Gledališče Marina Držića

#### Pula/Pulj
- Istrsko narodno gledališče – Mestno gledališče Pulj

#### Karlovac
- Gradsko kazalište Zorin dom

## Tujina

#### Bosna in Hercegovina
- Hrvaško narodno gledališče v Mostarju

#### Madžarska
- Hrvaško gledališče Pečuh (Pécs)

#### Srbija
- Hrvaško narodno gledališče v Subotici